# Černač
Černač je priimek več znanih Slovencev:
- Janez Černač (*1937), inženir gozdarstva, strokovnjak za lovstvo in sonaravno gospodarjenje z gozdovi, publicist
- Samo Černač, arhitekt
- Tone Černač (1905—1984), član organizacije TIGR
- Zvone Černač (*1962), pravnik in politik